# Centrum Kulturowo-Archeologiczne w Nowej Słupi
Centrum Kulturowo-Archeologiczne w Nowej Słupi – park edukacyjno-archeologiczny, położony w mieście Nowa Słupia (powiat kielecki), przy ul. Świętokrzyskiej. Obiekt jest zarządzany przez Centrum Dziedzictwa Gór Świętokrzyskich w Nowej Słupi.

## Historia powstania
Obiekt powstał w latach 2010-2011, przy wsparciu środków z Europejskiego Funduszu Rozwoju Regionalnego, w ramach Regionalnego Programu Operacyjnego Województwa Świętokrzyskiego. Wśród wykonawców budynków i budowli na jego terenie był m.in. Centrum Słowian i Wikingów z Wolina. Otwarcie obiektu miało miejsce 20 sierpnia 2011 roku w ramach XLV Dymarek Świętokrzyskich.

## Opis Centrum
Centrum stanowi teren o powierzchni ponad 4 hektarów, na którym zrekonstruowano obiekty, właściwe dla budownictwa barbarzyńskiego oraz rzymskiego z okresów: rzymskiego i lateńskiego (od roku 400 p.n.e. do początków naszej ery). Na terenie parku znajduje się jedenaście zrekonstruowanych obiektów, w tym:
- ziemianki i chaty mieszkalne, zrekonstruowane m.in. na podstawie wykopalisk prowadzonych w miejscowościach: Świlcza, Wrocieryż, Skały oraz Stobnica-Trzymorgi,
- chaty rzemieślnicze: kuźnia, chata rybaka, chata tkaczki,
- tzw. długi dom, zrekonstruowany na podstawie wykopalisk, prowadzonych w Wólce Łasieckiej,
- kopalnia żelaza,
- sauna, zrekonstruowana w oparciu o znaleziska z Modlniczki k. Krakowa,
- stanowiska dymarek i pieców garncarskich,
- fragmenty obozu rzymskiego z rekonstrukcją Wału Hadriana i wieżą (tzw. Burgią),
- "Święty gaj".

Na terenie Centrum organizowane są liczne pokazy starożytnego górnictwa rud, hutnictwa oraz garncarstwa (wyrób naczyń oraz cegieł), a także rzemiosł (kowalstwo, tkactwo, ciesielstwo, złotnictwo, rymarstwo, zielarstwo). Ponadto prezentowane jest uzbrojenie i życie codzienne legionistów rzymskich oraz zagroda celtycka. Główną imprezą, organizowaną na terenie obiektu są "Dymarki Świętokrzyskie", odbywające się w sierpniu każdego roku.
Centrum jest obiektem sezonowym, czynnym od maja do października. Wstęp jest płatny.

## Galeria

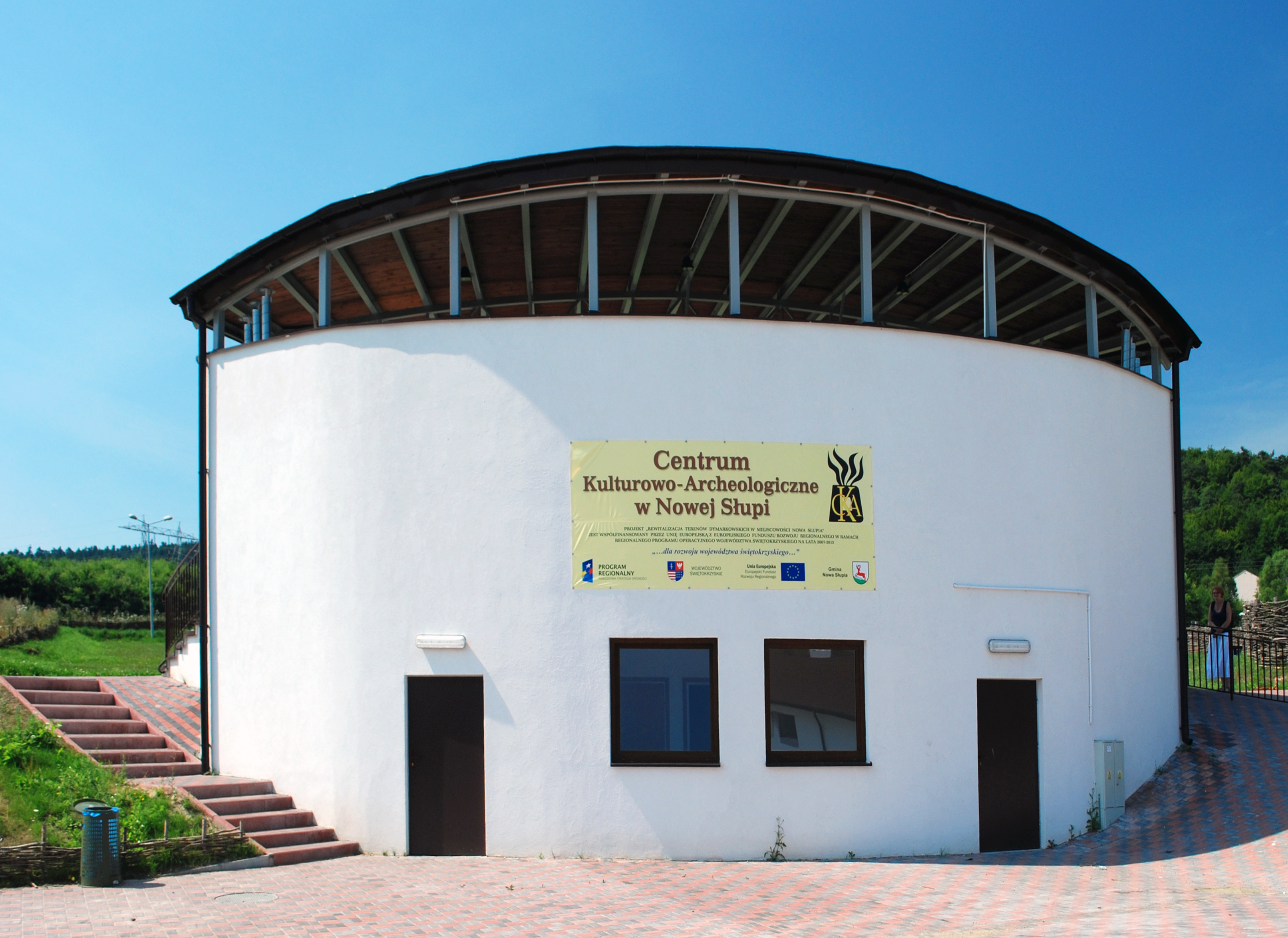
Budynek Centrum
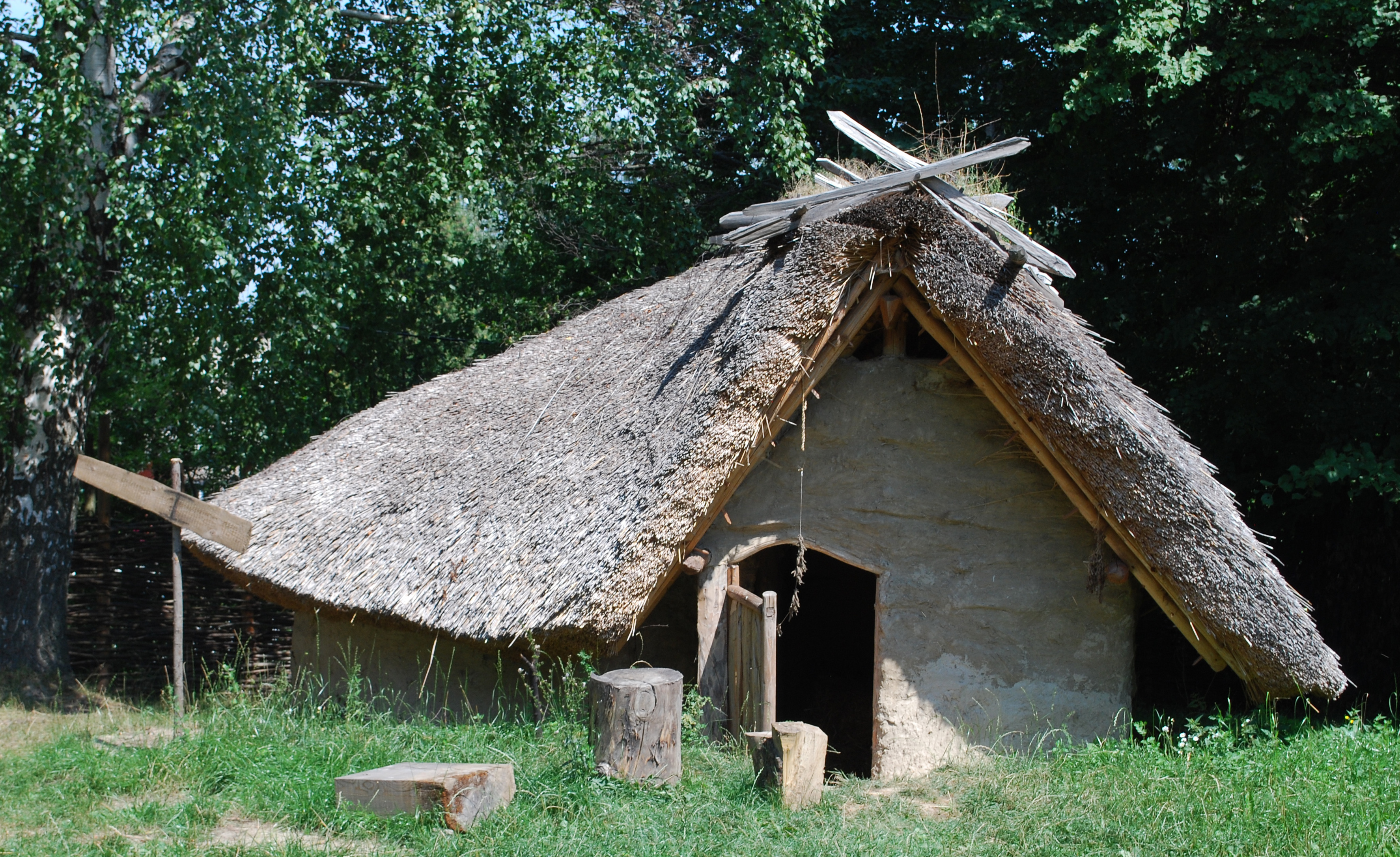
Chata ze Skał
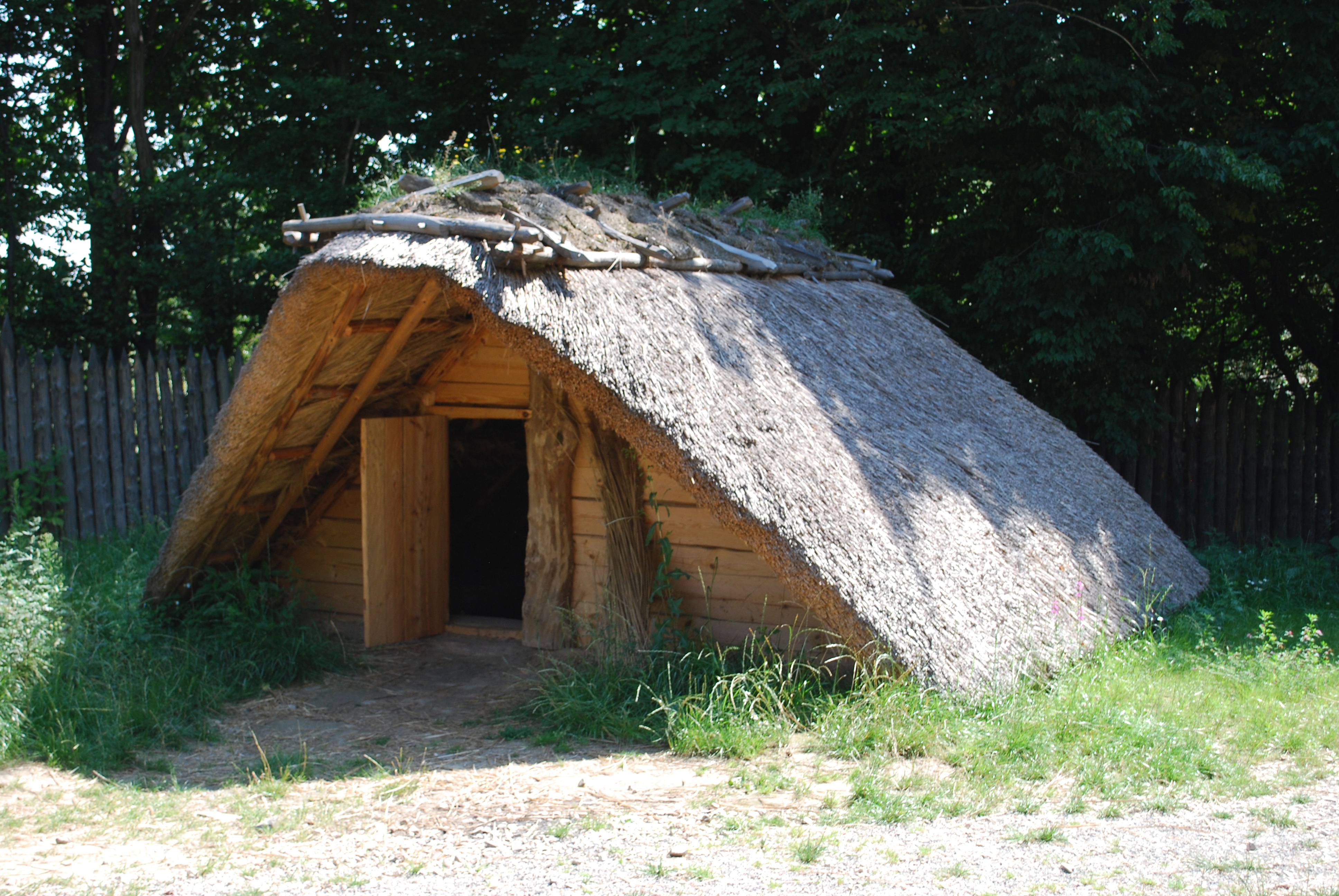
Ziemianka ze Świlczy
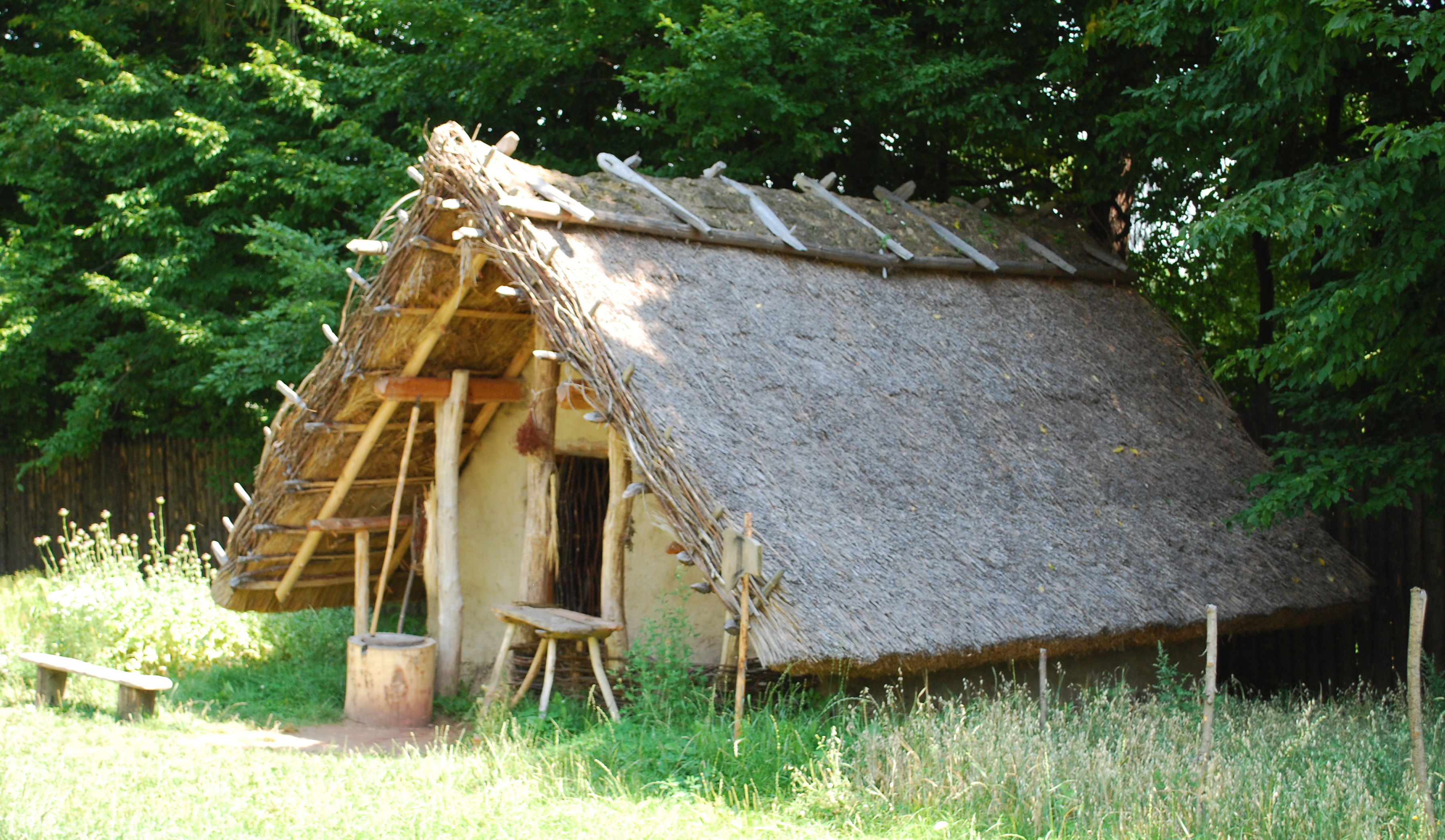
Chata sezonowa
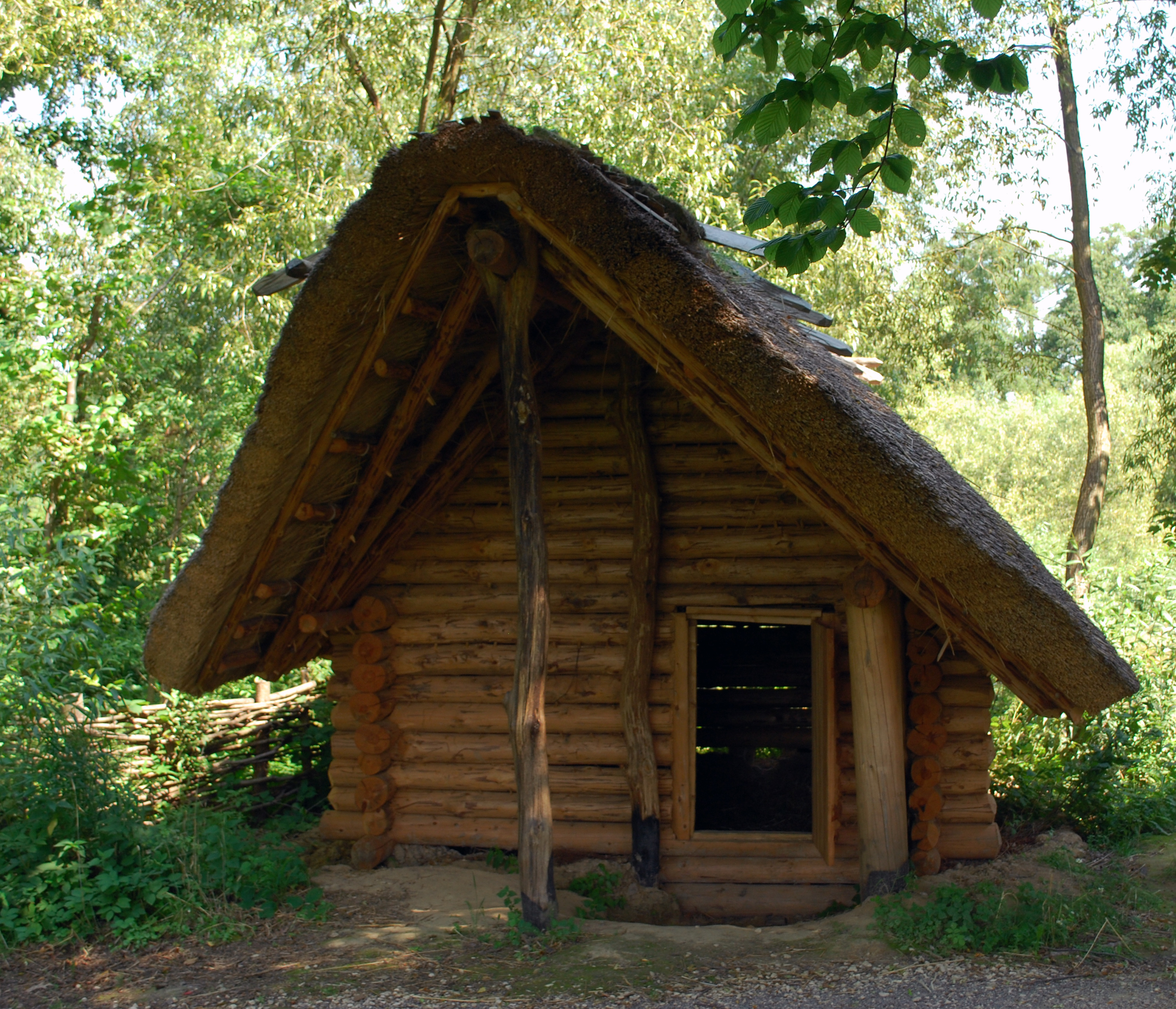
Chata rybaka
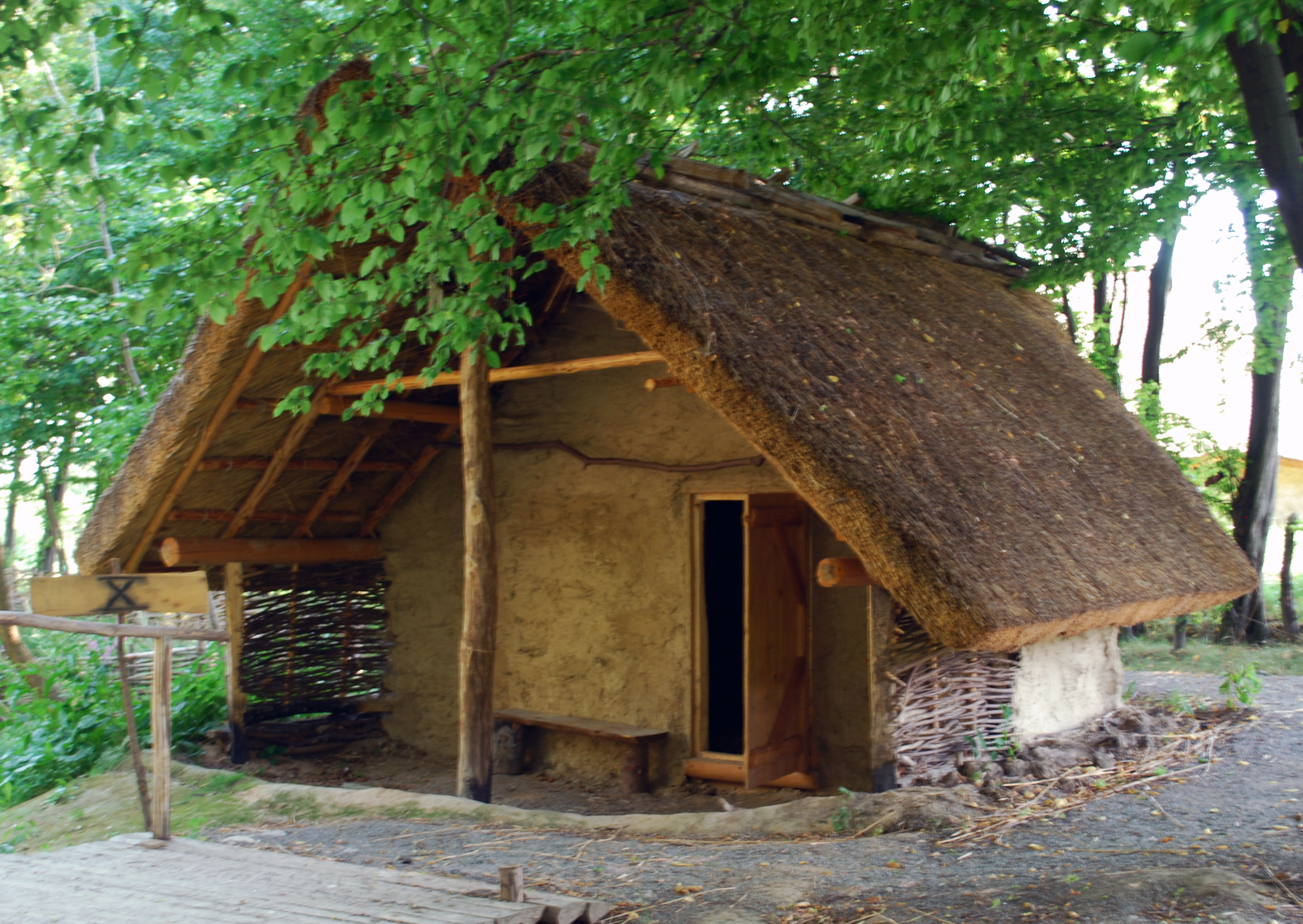
Chata tkaczki
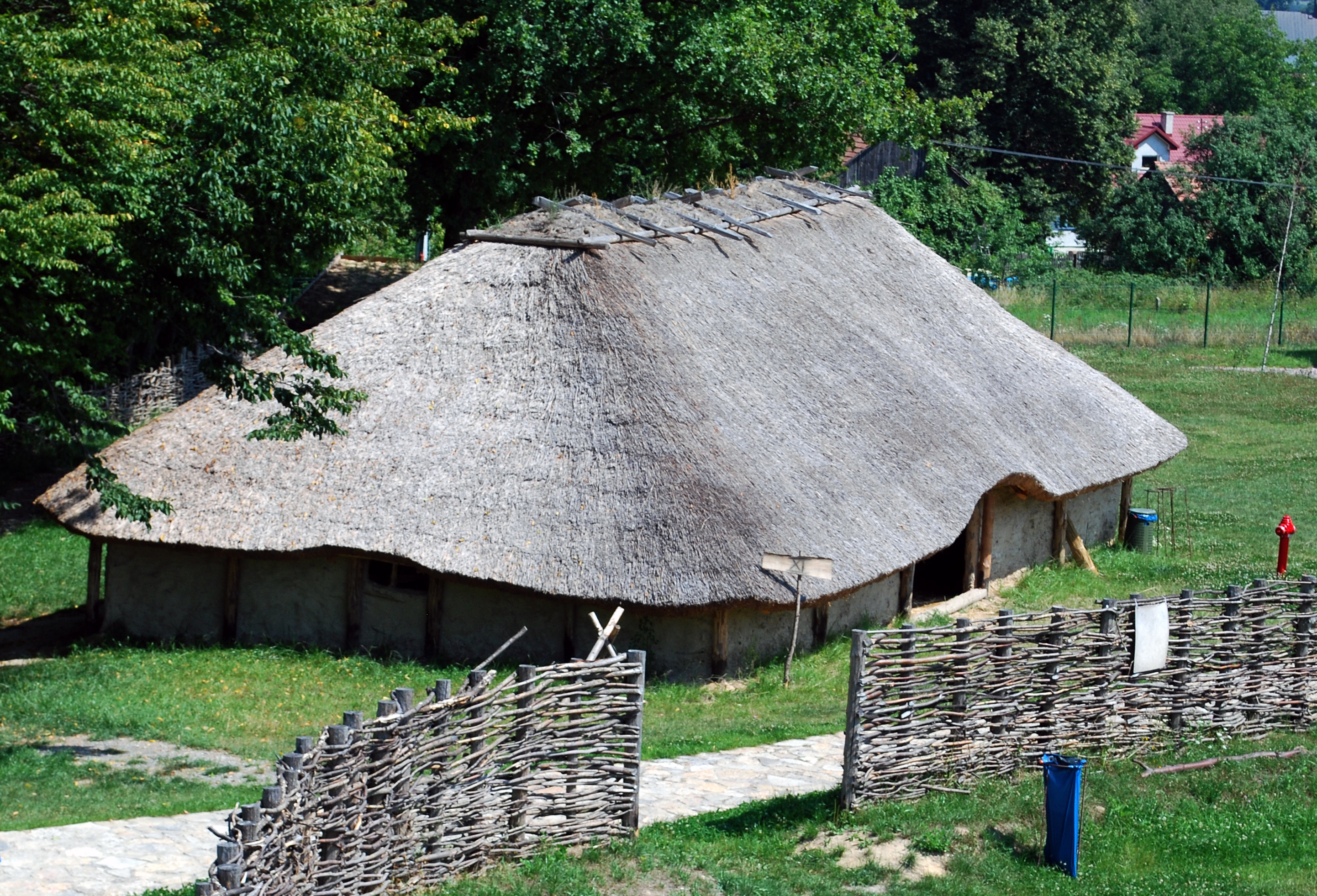
Długi dom
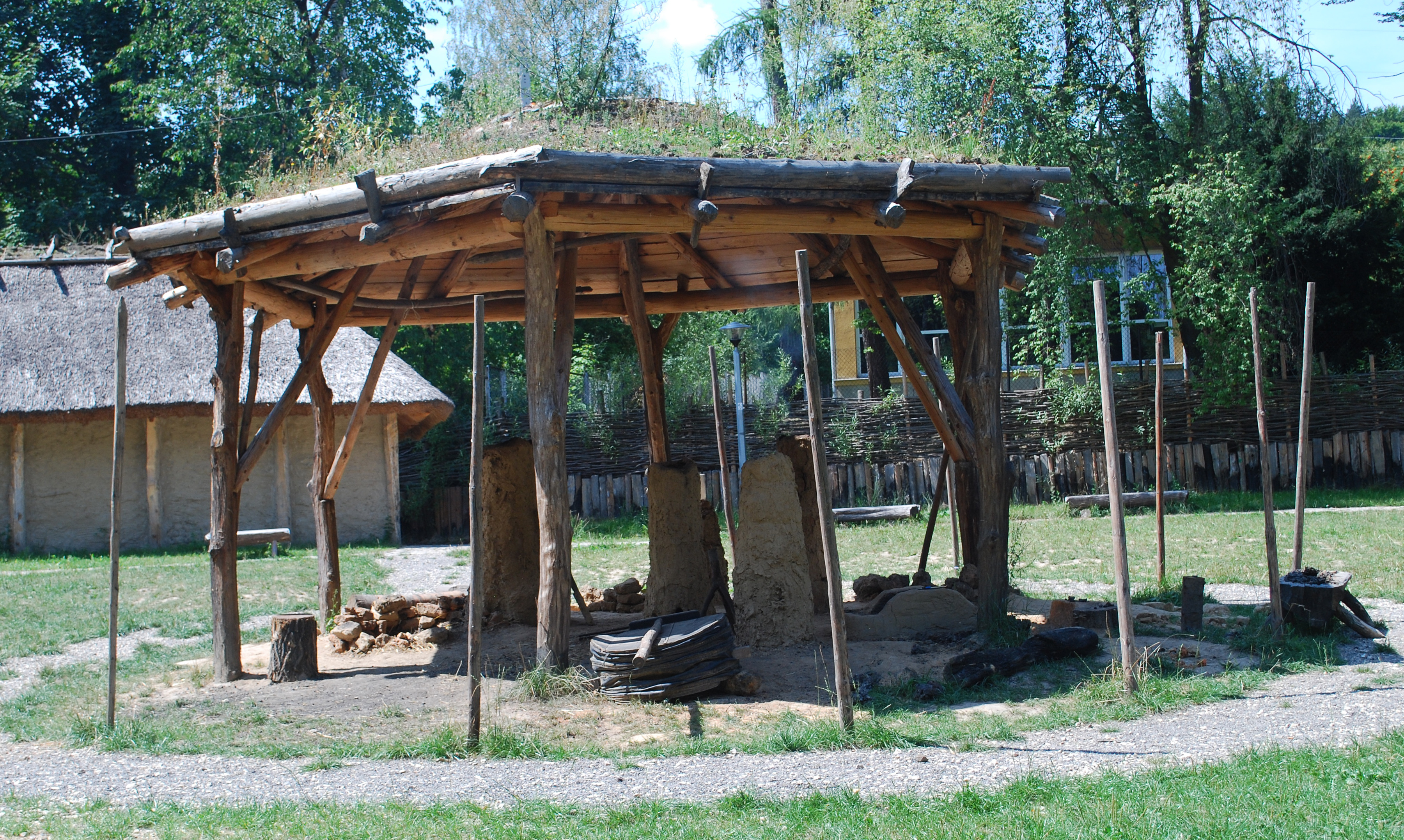
Stanowisko dymarek
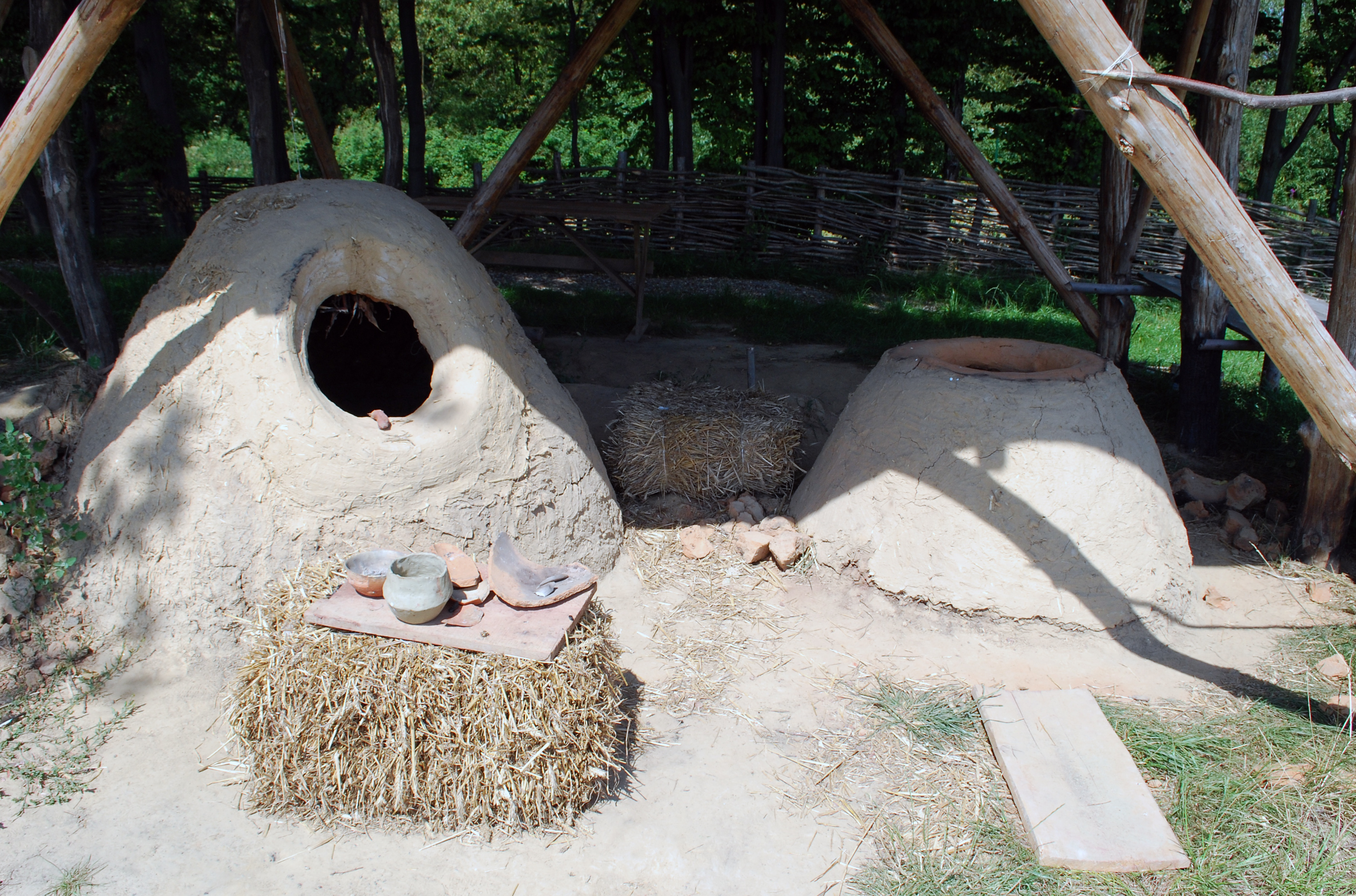
Piece garncarskie
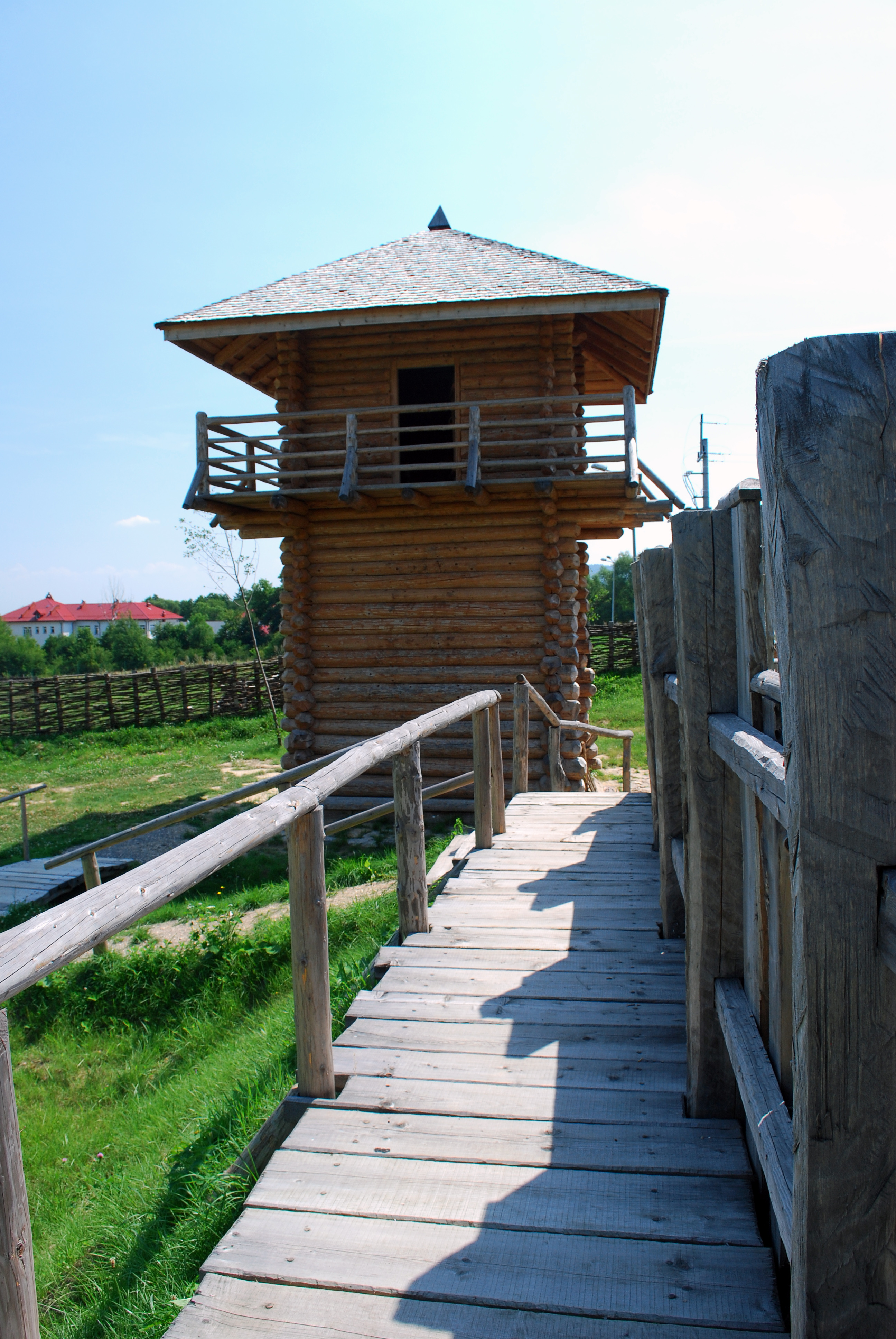
Fragment obozu rzymskiego